# Viktor Prezelj
Viktor Prezelj, slovenski publicist, zbiralec ljudskega izročila * 20. februar 1924, Ravne pri Cerknem, † 2007

## Življenje in delo
Rodil se je v družini kmetov bajtarjev Antonije Bevk in Alojza Prezlja. Ljudsko šolo je obiskoval v rojstnem kraju (1930-1937) in bil nato v Cerknem krojaški vajenec (1937-1941). Leta 1943 je bil mobiliziran v italijansko vojsko. Po Kapitulaciji Kraljevine Italije se je pridružil narodnoosvobodilni borbi, po osvoboditvi pa se je vrnil v rojstni kraj. Nato je bil  1946-1948 krojač v Zabreznici (1946-1948), nato pa je v rojstnem kraju ustanovil Krajevno krojaško šiviljsko podjetje (1948-1952). Poleti 1955 se je preselil v Cerkno, kjer je delal v svojem poklicu. februarja 1962 pa se je zaposlil v podjetju ETA Cerkno in tu delal do upokojitve (1980).
Kjer koli je bival se je vključeval v kulturno življenje. Po končani vojni je bil prvi predsednik obnovljenega kulturnega društva Zora v Ravnah, bil aktiven v kulturnem društvu Simon Gregorčič in član pevskega zbora Peter Jereb v Cerknem. Kasneje pa se je ukvarjal predvsem z zbiranjem gradiva o lokalni zgodovini. V samozaložbi je izdal knjigi Moje Ravne (COBISS) in Prispevki k zgodovini Cerkljanske. (COBISS) Leta 1994 je pri založbi Bogataj v Idriji izdal še knjigo Od kdaj in od kod Kofolov rod? (COBISS). Za svoje delo je prejel več priznanj in nagrad, med drugimi tudi Nagrado občine Idrija za kulturno in domoznansko delovanje (1992).